# پروژه آماد
پروژهٔ آماد به پروژه‌ای مخفیانه در ایران گفته می‌شود که ادعا شده هدف آن توسعه سلاح هسته‌ای بوده است.

## در رسانه‌های ایران
در رسانه‌های ایران خبر فراوانی نسبت به این پروژه وجود ندارد و بیشتر مطالب بازنشر رسانه‌های خارجی است. البته در برخی منابع داخلی این پروژه با نام «عماد» مطرح شده است.

## گزارش آژانس انرژی اتمی
در گزارش آژانس بین‌المللی انرژی اتمی منتشر شده در سال ۲۰۱۵، آژانس از سال ۲۰۰۵ از جزئیات این پروژه مطلع بوده. به گفتهٔ اولی هاینونن، سربازرس سابق آژانس بین‌المللی انرژی اتمی، قسمت‌های اصلی و عمدهٔ پروژه از سال ۲۰۰۳ متوقف شده و مدرکی دال بر ادامهٔ فعالیت‌های پژوهشی از سال ۲۰۰۹ به بعد به دست نیامده است.

## ادعای مقامات اسرائیل
بنیامین نتانیاهو، نخست‌وزیر اسرائیل، در آوریل ۲۰۱۸ مدارکی را منتشر کرد که به گفتهٔ او نشان از ادامهٔ پروژهٔ آماد پس از توافق‌نامهٔ برجام دارد.
نفتالی بنت در ۳۱ می ۲۰۲۲ در حساب توییتر خود خبر از ربایش اطلاعات حساس سازمان ملل توسط ایران داد و منبع گفته خود را مستندات عنوان کرد که موساد از ایران دزدیده و در گوگل درایو خود (نفتالی بنت) منتشر کرده بود.